# Mondstein (Mineral)
Der Mondstein ist eine Varietät des Orthoklas (Synonym: Adular) und gehört damit zur Gruppe der Feldspate. Seinen Namen erhielt er durch sein Schimmern, das an Mondlicht erinnert.

## Eigenschaften

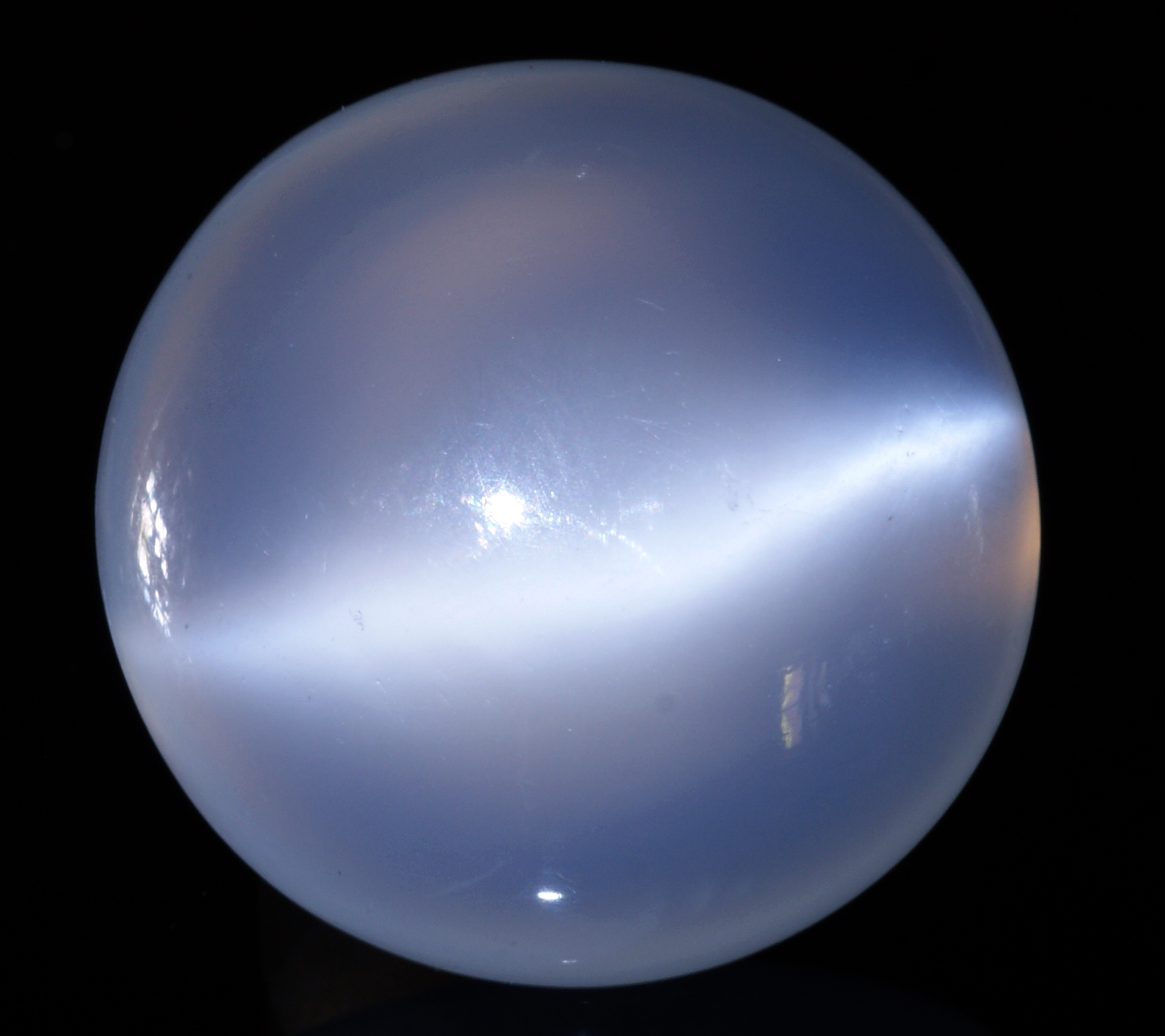
Mondstein mit begehrter, streifiger Adulareszenz aus Minas Gerais, Brasilien

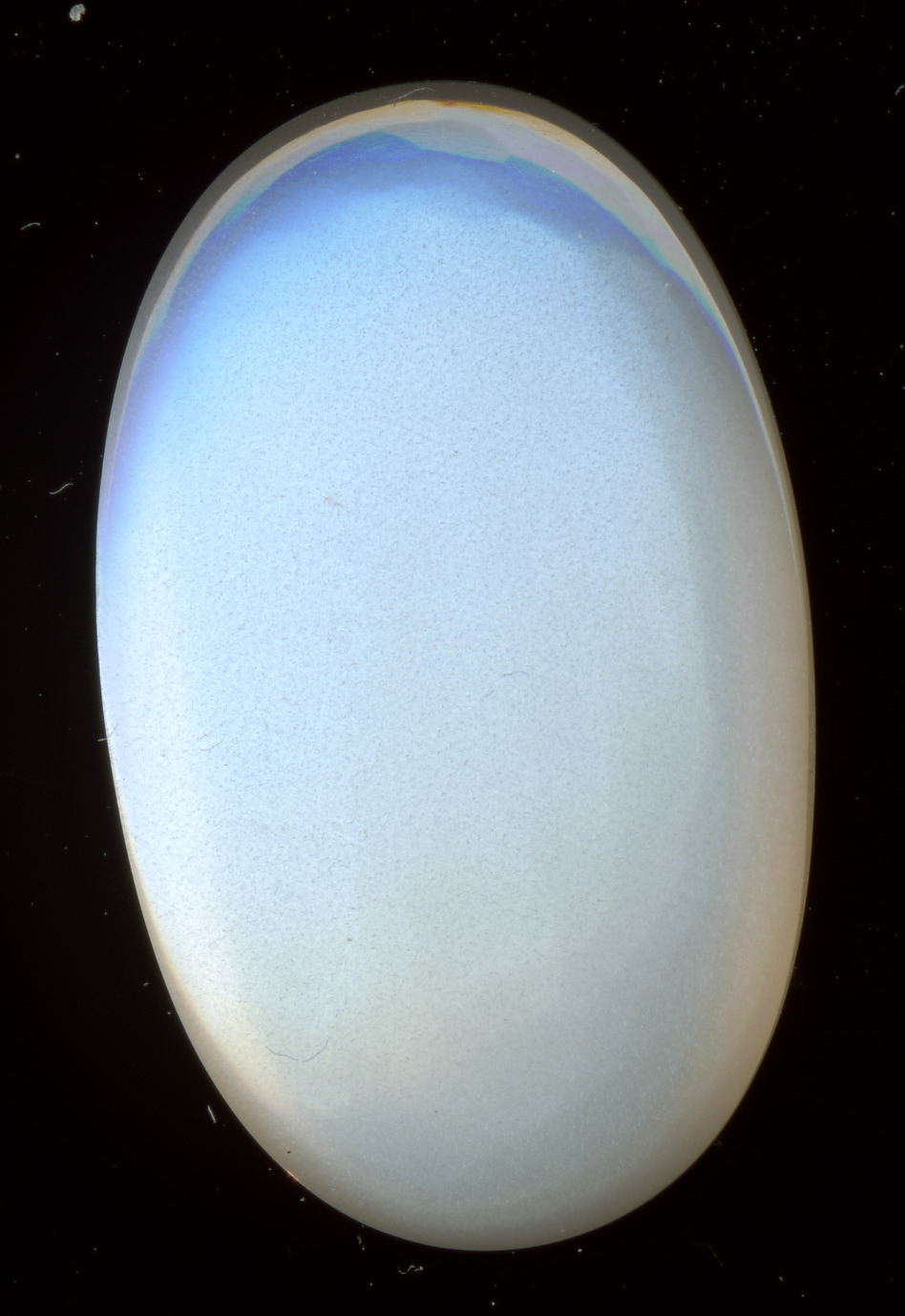
Bläulich schimmernder Mondstein aus Meetiyagoda in Sri Lanka

Den Mondstein zeichnet vor allem seine Adulareszenz aus, ein bläulich-weißer Schimmer, der über die gesamte Oberfläche des Steines gleitet, wenn man ihn bewegt. Mondsteine, die aus dem klassischen Herkunftsland Sri Lanka stammen, sind meist fast ganz transparent bis milchig-weiß und haben einen zart bläulichen Glanz. Steine aus Indien zeigen hingegen einen trüberen Grundton, der ins Orange spielt. Es können wolkenartige Licht- und Schattenspiele auftreten.

## Bildung und Fundorte
Als Varietät der Feldspate, die Mischreihen bilden, treten nach der Abkühlung der Gesteinsmasse und durch Verwitterung kryptoperthitische Entmischungen auf. Durch Brechung und Streuung des Lichtes an den Entmischungslamellen erscheint der Mondstein trübe und die Überlagerungen der gebrochenen Lichtstrahlen erzeugen den begehrten Mondstein-Effekt.
Die bedeutendsten Lagerstätten des Mondsteins befinden sich in Sri Lanka (Gangapitiya, Meetiyagoda, Ratnapura).
Des Weiteren werden Mondsteine in Australien (Northern Territory, Queensland), Brasilien, Indien, Madagaskar, Myanmar (Mogok), Österreich (Spitz), Tansania und den USA (Cambria, Cleveland, Coosa County, Danbury/Connecticut, Moonstone Beach/Kingston, North Carolina) gefunden.

## Verwendung als Schmuckstein

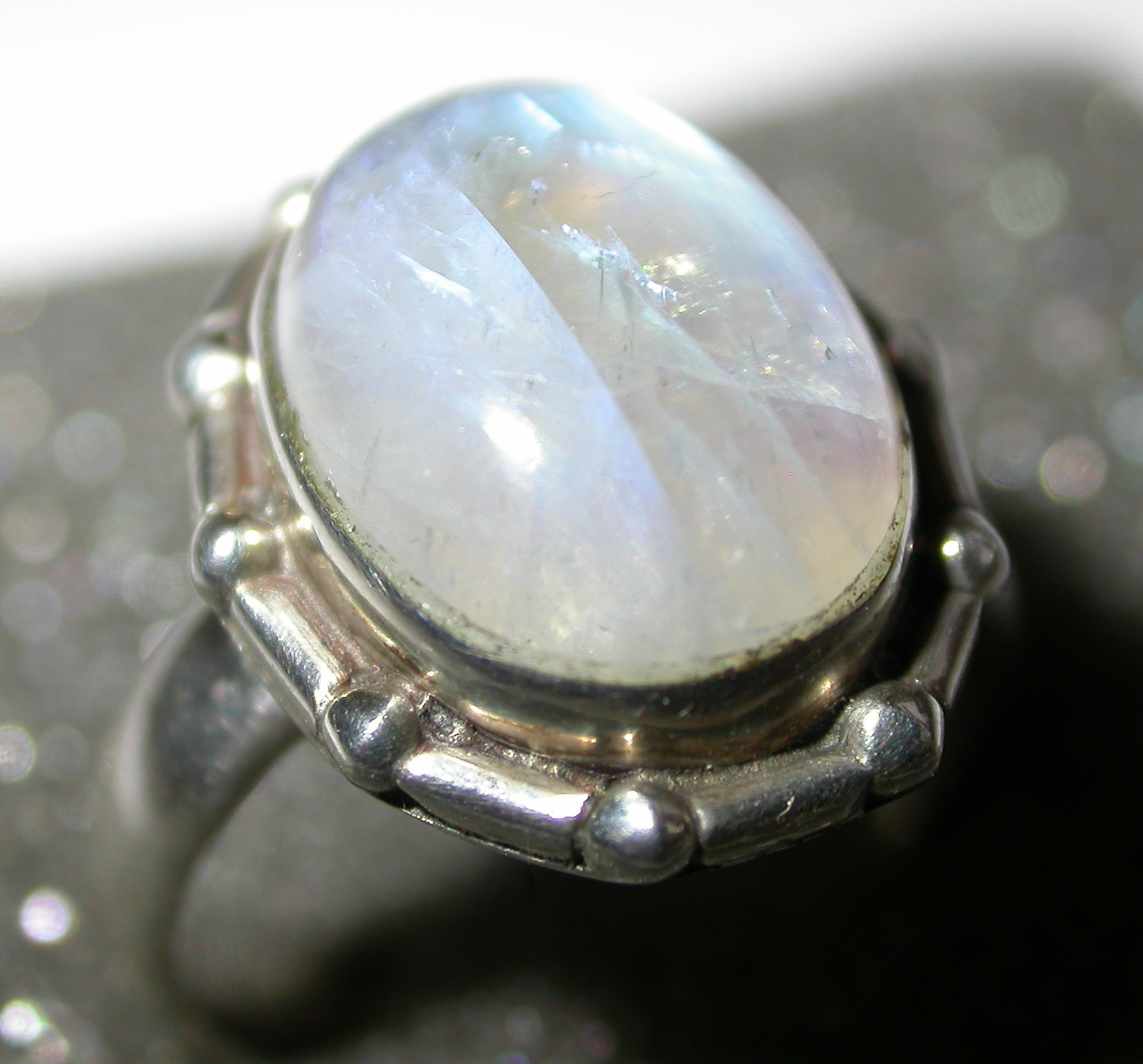
Silberring mit weißem Labradorit-Cabochon und sichtbaren Spaltrissen

Mondstein wird ausschließlich als Schmuckstein verwendet. Meist wird er zu einem Cabochon geschliffen, da diese Form den durch seine Lamellenstruktur hervorgerufenen Glanz am besten zur Geltung bringt. Bei scharf begrenztem Lichtstreifen ist ein Chatoyieren (Katzenaugen-Effekt) zu beobachten. Aufgrund seiner geringen Härte und vollkommenen Spaltbarkeit ist Mondstein sehr druckempfindlich.

### Manipulationen und Imitationen
Echter Mondstein in Schmucksteinqualität ist selten, daher wird er oft im Handel durch weißen Labradorit imitiert angeboten. Dies trifft insbesondere für die Bezeichnung „Regenbogen-Mondstein“ zu. Andere Imitate werden mithilfe von gebranntem Amethyst, synthetischem Spinell oder Glas erzeugt.
Folgende Handelsbezeichnungen sind mit Stand 2017 im Umlauf:
- Blauer Mondstein und Kalifornischer Mondstein sind irreführende Bezeichnungen für Chalcedon mit bläulichem Lichtschein
- Albit-Mondstein, Kanadischer Mondstein und Peristerit ist Handelsbezeichnungen für eine Albitvarietät, bei der Kalifeldspat-Entmischungslamellen für einen mondsteinähnlichen Effekt sorgen
- Regenbogen-Mondstein ist ein blauschillernder weißer Labradorit (Feldspatfamilie)
- Schwarzer Mondstein ist eine veraltete Bezeichnung für Labradorit
- Albit-Mondstein

## Esoterik
Esoteriker ordnen den Mondstein dem Tierkreiszeichen Krebs beziehungsweise Fische zu. Zudem gilt er als Symbolstein für die Venus (Richardson/Huett), den Neptun (Richardson/Huett) oder den Mond. Im deutschsprachigen Raum steht er für den Monat Juni.
Als Heilstein soll Mondstein Kopfschmerzen und Frauenleiden (Zyklusprobleme) lindern sowie allgemein die Psyche stärken.
Wissenschaftliche Belege für die angeblichen physischen und psychischen Wirkungen gibt es nicht.